# Leven (fiume Scozia)
Leven è un fiume del Fife in Scozia, che scorre dal Loch Leven e si immette nel Firth of Forth,  nei pressi della città di Leven. Nel fiume vivono la trota, il salmone e, nel suo estuario, pesci persici e muggini.
Nel passato le sue acque venivano utilizzate come fonte di energia per i mulini per la lavorazione del lino.